# Xã Rudy, Quận Crawford, Arkansas
Xã Rudy (tiếng Anh: Rudy Township) là một xã thuộc quận Crawford, tiểu bang Arkansas, Hoa Kỳ. Năm 2010, dân số của xã này là 1.373 người.